# Condemned 2
Condemned 2 (originaltitel: Condemned 2: Bloodshot) är ett survival horrorspel utvecklat av Monolith Productions och publicerades av Sega till spelkonsolerna Playstation 3 och Xbox 360. Spelet släpptes i Europa i april 2008 och är uppföljaren till Condemned: Criminal Origins. 

## Rollista
- André Sogliuzzo - Ethan Thomas/The Alchohol Demon
- Angel Parker - Agent Rosa Angel
- Dave B. Mitchell - Agent Dorland / Male Reporter / Guard
- Paul Eiding - Malcolm Vanhorn / SCU Director Farrell
- Henry Dittman - SKX / Pilot
- Phil LaMarr - Agent Pierce LeRue / Urban Bum
- Michael Bell - Magic Man / Snow Bum / President
- Fred Tatasciore - Street Bum
- Philip Maurice Hayes - Agent Jake Pennington
- Keith Szarabajka - Interi / Patron / Speedballer